# Karschia kiritshenkoi
Karschia kiritshenkoi är en spindeldjursart som beskrevs av J. Birula 1922. Karschia kiritshenkoi ingår i släktet Karschia och familjen Karschiidae. Inga underarter finns listade i Catalogue of Life.